# Atlas Levante-Linie
Die Atlas Levante-Linie AG (ALL) war eine von 1935 bis 1967 bestehende Linienreederei in Bremen.

## Geschichte
Als „Levante“ bezeichnet man in der Seeschifffahrt, geographisch nicht ganz korrekt, die Länder des östlichen Mittelmeers.
Die führende Reederei im Seehandel zwischen Deutschland und dem Levantegebiet seit 1890, die Deutsche Levante-Linie AG (DLL), gehörte mehrheitlich den beiden deutschen Großreedereien, der Hamburg-Amerika-Linie, sowie dem Norddeutschen Lloyd. Das Deutsche Reich stellte im Laufe des Jahres 1934 einen Sanierungsplan auf, der eine Entflechtung und Aufgabenkonzentration der deutschen Linienreedereien zum Ziel hatte. Zu diesem Zweck erwarb das Reich Mehrheitsbeteiligung an der Hamburg-Amerika-Linie sowie am Norddeutschen Lloyd. Bis zum 9. November 1934 waren auch mit den Deutschen Afrika-Linien und der Hamburg-Süd entsprechende Verträge ausgehandelt. Die Ausgliederungsaktion fand mit den Neugründungen der Deutschen Levante-Linie Hamburg A.G. mit einem Eigenkapital von 4 Millionen Reichsmark am 5. Juli 1935 in Hamburg, sowie der Atlas Levante-Linie A.G. (ALL) mit einem Eigenkapital von 2,3 Millionen Reichsmark am 26. Juli desselben Jahres in Bremen ein Ende. Die Deutsche Levante-Linie übernahm die Schiffe der Hapag und die Atlas Levante-Linie die Schiffe des Norddeutschen Lloyd. Das hieß, man startete in Bremen mit einer Flotte von elf Schiffen, die bis zum Krieg auf vierzehn Schiffe ausgebaut wurde. Beide Reedereien schlossen einen Poolvertrag und gründeten die Deutsche Levante-Linie G.m.b.H., an der die DLL zwei Drittel und die ALL ein Drittel hielt. Bis zum erneuten Kriegsausbruch folgten einige erfolgreiche Jahre und schon 1935/36 stockte beispielsweise die Deutschen Levante-Linie Hamburg ihr Eigenkapital um 1,5 Millionen Reichsmark auf.

### Zweiter Weltkrieg
Mit dem Ausbruch des Zweiten Weltkriegs gingen viele Schiffe verloren oder wurden von der Marine eingezogen. Besonderer Erwähnung bedarf hier der Hilfskreuzer Stier. Zwar wurde die Atlas Levante-Linie auch während des Kriegs betrieben, es wurde aber zunehmend schwieriger Geschäfte zu machen. 1942 veränderten sich die Besitzverhältnisse der ALL. Die ALL löste ihre Personalunion mit der Argo Reederei. Im Laufe des Zweiten Weltkriegs ging eine Reihe der ALL-Schiffe verloren zum Ende des Kriegs waren einige verbliebene Schiffe an der Rettung von Flüchtlingen vor der heranrückenden Roten Armee aus den ehemaligen Ostgebieten beteiligt.

### Nachkriegszeit

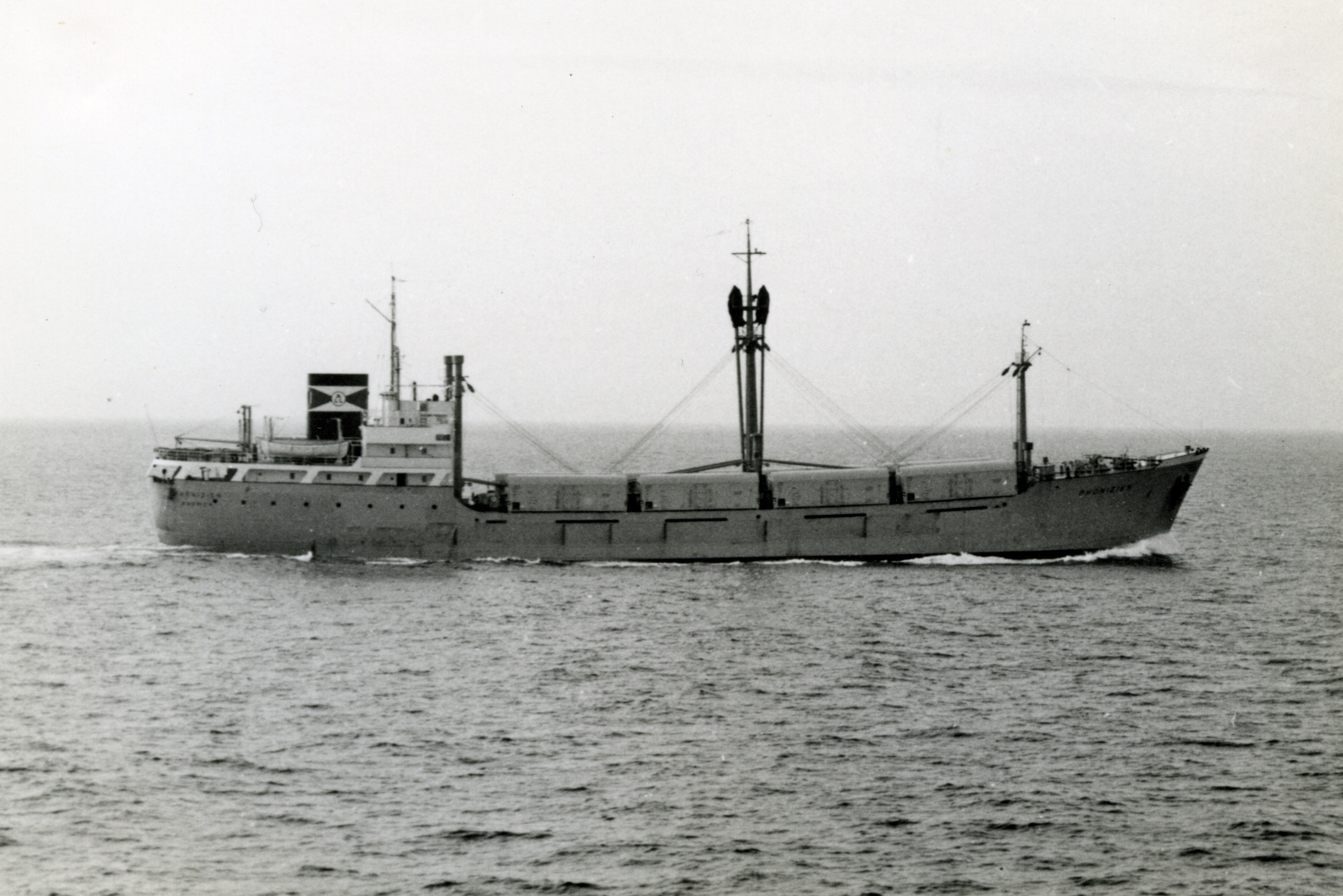
Die 1957 für die Atlas Levante-Linie gebaute Phönizien

Nach dem Krieg musste die Atlas Levante-Linie den verbleibenden Rest der ALL-Schiffe abliefern. Es blieben die Kontorräume und Reste des Anlagevermögens. So engagierte sich die 1945 aus dem Pool ausgeschiedene Reederei zunächst in der Fischerei. Nach der Währungsreform im Jahr 1949 wurde das Grundkapital der Gesellschaft auf drei Millionen DM festgesetzt und ab 1950 der Betrieb alleine durchgeführt. Dank einer Politik der Annäherung an die ehemaligen Mitbewerber konnten bis Mitte der fünfziger Jahre gute Geschäfte gemacht werden. Auch ein langsamer Wiederaufbau der DLL-Flotte fand statt, danach setzte eine wirtschaftliche Krise der ALL ein. In diesem Zusammenhang übernahm die DDG „Hansa“ 1959 die Mehrheit der Aktien der Atlas Levante-Linie. 1962 wurde die Atlas Levante-Linie jedoch Teil der Nah-Ost Gemeinschaft (NOGEM oder NOG). 1965 erfolgte dann die Umwandlung in eine GmbH und somit das vorläufige Ende als Aktiengesellschaft. Weitere zwei Jahre darauf wurde die ALL schließlich von der Hamburg-Süd-Gruppe übernommen, welche die Reederei nach Hamburg überführte und den Namen Atlas Levante-Linie ebenfalls einstellte.